# Repubblica di Ararat
La Repubblica di Ararat, o Repubblica curda di Ararat, (in curdo Komara Agiriyê ,کۆماری ئارارات‎ e in curdo Komara Araratê‎) fu un autoproclamato Stato curdo posto nella Turchia orientale, al centro dell'odierna provincia di Karaköse. "Agirî" è il nome curdo di Ararat.

## Storia
La Repubblica di Ararat, guidata dal comitato centrale del partito Xoybûn, dichiarò l'indipendenza il 28 ottobre 1927 (o secondo altre fonti nel 1928) durante un'ondata di ribellione tra i curdi nel sud-est della Turchia. Come capo dell'esercito fu nominato Ihsan Nuri e Ibrahim Heski fu incaricato per il governo civile.
Al primo incontro di Xoybûn, Ihsan Nuri Pasha fu dichiarato comandante militare della Ribellione dell'Ararat. Ibrahim Heski fu nominato capo dell'amministrazione civile. Nell'ottobre 1927, Kurd Ava o Kurdava, un villaggio vicino al monte Ararat, fu designato come capitale provvisoria del Kurdistan. Lo Xoybûn fece appello alle Grandi Potenze e alla Società delle Nazioni e inviò anche messaggi ad altri curdi in Iraq e Siria per chiedere una cooperazione. Tuttavia sotto la pressione della Turchia, l'Impero britannico e la Francia imposero restrizioni alle attività dei membri dello Xoybûn.
Le forze armate turche sconfissero successivamente la Repubblica di Ararat nel settembre 1931.

## Bandiera della Repubblica di Ararat
La bandiera è apparsa per la prima volta durante il movimento per l'indipendenza curda dall'Impero ottomano e ricorda una versione precedente creata dall'organizzazione Xoybûn (Khoyboon), attiva nella ribellione dell'Ararat del 1930, e sventolata dalla Repubblica di Ararat durante il periodo 1927-1931. 

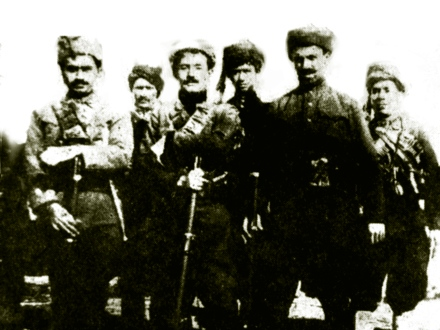
Da sinistra a destra: Sipkanlı Halis Bey, Ihsan Nuri Pasha, Hasenanlı Ferzende Bey